# Biblioteca de la Ciudad de Waterford
La Biblioteca de la Ciudad de Waterford (en inglés: Waterford City Library; también conocida como la Biblioteca Central) es una biblioteca pública en Waterford, en la República de Irlanda. Fue la primera en ser construida de las muchas bibliotecas en Irlanda por el multimillonario Andrew Carnegie. El filántropo quien había abierto previamente bibliotecas en Escocia y los EE. UU., puso la primera piedra en 1903.
El edificio de estilo clásico, se construyó en una esquina usando piedra caliza. Se trata de una estructura protegida. En 2004, la biblioteca fue abierta de nuevo después de haber sido renovada por su centenario.